# Das gebückte Mütterchen
Das gebückte Mütterchen ist ein Märchen. Es ist in den Irischen Elfenmärchen der Brüder Grimm an Stelle 21 enthalten, die sie 1825 aus Fairy legends and traditions of the South of Ireland von Thomas Crofton Croker übersetzten.

## Inhalt
Die alte, fröhliche Margareth Barrett erzählt, wie ihr Rücken so krumm wurde: Aus Kummer über ihres Mannes Tod war sie abends vor dem Maifeiertag beim Kartoffeljäten zu lang ausgeblieben. Auf der Mauer zu ihrem Gut stand ein riesiger schwarzer Ziegenbock, der sie anstarrte und auf ihren Rücken sprang. Sie ging heim, doch konnte sich nicht regen noch lautgeben. Erst als sie sich dreimal bekreuzigte, fiel er ab. Das war die Púca, erklärt sie ihrem Enkel.

## Anmerkung
Grimm gibt Erklärungen zu dem im Text erwähnten Schleuderspiel (offenbar ähnlich wie Hockey), mit dem der Umzug der Vermummten am Maifeiertag zusammenhängt. Am Vorabend fürchtet man das böse Auge und den Anhauch der Elfen. 